# Dasypoda albipila
Dasypoda albipila is een vliesvleugelig insect uit de familie Melittidae. De wetenschappelijke naam van de soort is voor het eerst geldig gepubliceerd in 1838 door Spinola.